# Werner Meyer (Journalist)
Werner Meyer (* 11. Juni 1931 in Bayreuth; † 24. Februar 2008) war ein deutscher Journalist, Autor und Journalismus-Lehrer.
Meyer arbeitete 37 Jahre als Chefreporter der Münchner Abendzeitung und lange auch als Dozent an der Deutschen Journalistenschule. Für seine Reportagen, die ihn oft ins Ausland und an Kriegsschauplätze führten, wurde er vielfach ausgezeichnet. In zahlreichen Aktionen sammelte er Geld für die Opfer und Hinterbliebenen der Krisen, über die er als Journalist berichtete. 2004 organisierte Meyer in der Monacensia eine vielbeachtete Ausstellung über den Münchner Schriftsteller und Journalisten Siegfried Sommer.

## Werke
- Götterdämmerung – April 1945 in Bayreuth. 1975, ISBN 3-7962-0066-4.
- Mythos Deutsche Mark : zur Geschichte einer abgeschafften Währung. Aufbau-Taschenbuch-Verlag, Berlin  2001, ISBN 3-7466-8077-8.
- Journalismus von heute. 2002.
- als Hrsg.: Wie rasend verfliegen die Jahr. Sigi Sommer – Chronist, Journalist, Spaziergänger. 2004, ISBN 3-86520-068-0.

## Auszeichnungen
- Bundesverdienstkreuz am Bande (14. Oktober 1997)[1]
- 1989 (laut den beiden Nachrufen) oder 1990 (laut bdzv.de)[2]: Theodor-Wolff-Preis